# داني بابا
داني بابا (باليونانية: Δανάη Παππά)‏ (ولدت في 21 أغسطس 1996) هي ممثلة وراقصة وعارضة يونانية. 

## فيلموغرافيا

### تلفزيون
| عام       | عنوان البرنامج                | قناة | وظيفة           | ملاحظات   |
| --------- | ----------------------------- | ---- | --------------- | --------- |
| 2017-2019 | الوشم                         | ألفا | آنا رازي        | دور قيادي |
| 2018      | MadWalk - مشروع موسيقى الموضة | ألفا | نفس الشيء       | ترجمة     |
| 2019      | MadWalk - مشروع موسيقى الموضة | ألفا | نفس الشيء       | ترجمة     |
| 2019-2020 | 8 كلمات                       | سماء | روكسان ديموبولو | دور قيادي |

### مسرح فيلم
| عام  | عنوان الفيلم       | وظيفة            |
| ---- | ------------------ | ---------------- |
| 2016 | البكالوريوس        | صديق كاترينا     |
| 2018 | مع قبلة أموت       | خادم الدم        |
| 2020 | أنا أحب كارديتسا 2 | سيتم الإعلان عنه |

## روابط خارجية
- داني بابا على موقع IMDb (الإنجليزية)
- داني بابا على موقع قاعدة بيانات الفيلم (الإنجليزية)